# Шамбери

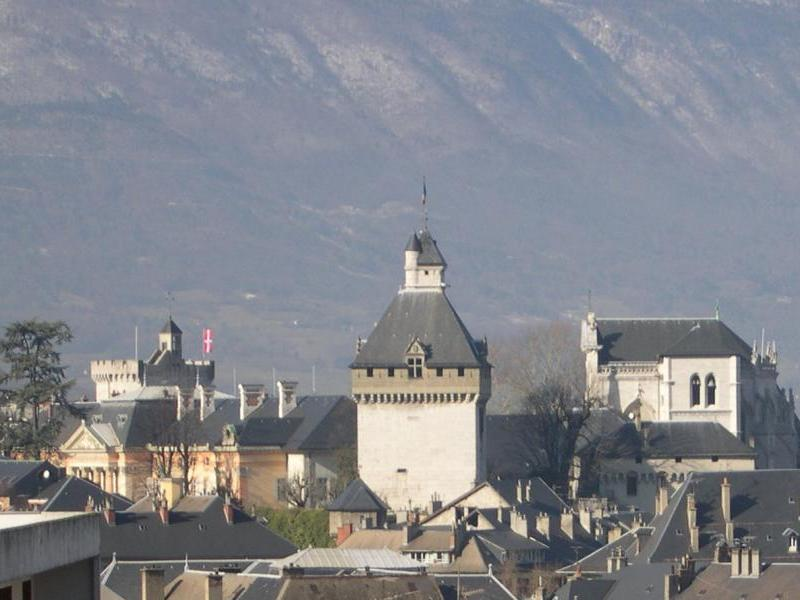
Замок в Шамбери

Шамбери́ (фр. Chambéry [ʃɑ̃.be.ʁi], франкопров. Chambèri) — главный город французского департамента Савойя в южных Альпах с населением 61 тысяча жителей (2005); в 9 км к югу от озера Бурже, в живописной, окружённой горами долине; университетский город; имеет собственный аэропорт; расположен на высоте 270 м над уровнем моря. Недалеко от Шамбери находятся региональные парки природы «Массиф де Бож» и «Шартрёз».

## История
Первое поселение на этом месте известно ещё с римских времён и называлось Lemencum.
В XI веке Шамбери упоминается под именем Camberiacum; в XII—XIII веках составляет особое графство.
В 1232 году присоединён к Савойе, став резиденцией герцогов Савойских.
В XV—XVIII веках Шамбери неоднократно был занимаем французами; в 1792 года присоединён к Французской республике и до 1815 года был главным городом департамента Монблан. На Венском конгрессе Шамбери был возвращен Савойскому дому; в 1860 году вновь присоединён к Франции.

## Достопримечательности
- Собор (готика XV в.);
- церковь Нотр-Дам (в дорическом стиле, 1636 г.);
- домик Жан-Жака Руссо (Шарметт).
- фонтан «Слоны»
- Аркада де Буань
- Каре Куриаль
- Крест Ниволе
- Библиотека им. Франсуа Миттерана
- Замок герцогов Савойских (фр., XIV век)
- Музей изящных искусств (Musee des Beaux Arts)
- региональный Музей Савойи (Musee Savoisien)

## Воздушный транспорт
Подробные статьи: Аэропорт Шамбери - Савойя-Монблан и Аэродром Шамбери - Шаль-лез-О.
Город Шамбери обслуживается аэропортом Шамбери-Савойя-Монблан (ранее Шамбери-Экс-ле-Бен), главным аэропортом Савойи.
Аэропорт, которым управляет совет департамента Савойя и компания Vinci Airports, обеспечивает регулярные рейсы в Великобританию (Лондон, Манчестер, Бирмингем и другие) и Нидерланды (Амстердам, Роттердам). Компания также предлагает многочисленные чартерные рейсы, специализирующиеся на горнолыжном отдыхе, из России (Москва), Дании (Копенгаген, Биллунд), Ирландии (Дублин) и примерно из десяти аэропортов Великобритании. Деловая авиация, обслуживающая более 10 000 пассажиров в год, выводит аэропорт Шамбери на передовые позиции в бывшем регионе Рона-Альпы29. В 2019 году пассажиропоток аэропорта составил 203 494 пассажира.
Неподалеку расположен аэродром Шамбери-Шаль-лез-О, специализирующийся на планерных полетах. В 2023 году он отметил свое стодесятилетие.

## Общественный транспорт
В 2014 году использование городских автобусов в Шамбери составило 13 миллионов поездок, что на 7% больше, чем в 2008 году, или 102,3 поездки в год на одного жителя.
Городской общественный транспорт в пределах города обеспечивается компанией Chambéry Public Transport (Synchro Bus). До запуска новой сети Territoire Mobile 29 августа 2016 года большинство автобусов проезжали через крупный пересадочный узел, расположенный на бульваре Колонна, напротив фонтана «Слон». С этого момента четыре линии Chrono и три дополнительные линии обслуживают четыре пересадочных узла (Curial, Ducs, Gare и Halles), расположенных в разных местах в центре города.
С 2009 года в городе и его окрестностях также были установлены автобусные платформы для облегчения доступа к автобусам и обеспечения безопасности на остановках. 2010 год ознаменовался созданием первых специализированных объектов общественного транспорта, в частности в коммерческой зоне Бассенс, а затем в О-де-Шамбери. Сеть STAC включает четыре перехватывающие парковки у городских ворот, где вы можете бесплатно припарковать свой автомобиль, а затем сесть на автобус или велосипед, чтобы добраться до центра города. Три перехватывающие парковки рассчитаны на 415 парковочных мест и оборудованы безопасными навесами для велосипедов. Управление сетью автобусов Synchro Bus поручено муниципалитетом Гранд-Шамбери частной компании (Transdev Chambéry, дочерней компании Transdev) в рамках договора о передаче полномочий на оказание государственных услуг, действующего с 1 января 2012 года по 1 января 2019 года.
С этого момента управление сетью было поручено группе Keolis, что сопровождалось рядом изменений, включая увеличение количества автобусов по воскресным утрам, введение вечерних автобусных рейсов, более точное согласование расписаний движения автобусов TER и улучшение обслуживания в районе Бисси. Сеть Synchro обслуживает не только муниципалитеты Гран-Шамбери, некоторые линии также обеспечивают доступ к Бурже-дю-Лак.
Synchro предлагает ряд персонализированных услуг. Например, для людей с ограниченной подвижностью Synchro Access предлагает услугу трансфера от двери до двери по запросу37. Служба Synchro Montagne обслуживает курорты Феклаз и Айон-Маржериаз с декабря по март для тех, кто хотел бы добраться до склонов на автобусе.
Для обеспечения более персонализированного обслуживания в городе также действует услуга трансфера по запросу с 5 отправлениями в день в часы пик.
В последние годы появилось несколько зон совместного пользования автомобилями, призванных бороться с вождением в одиночку. Совместно с компанией Ecov в регионе Шамбери организовано множество остановок с конечными пунктами в районах Сен-Альбан-Лейс, Сен-Жан-д'Арвей, Туари, Ле-Дезерт, Сен-Бальдоф, Ле-Марш, Шартрез, Боже, Сен-Жуар-Приэр, Шаль-лез-О и Ла-Тюиль. Пользователь может в режиме реального времени видеть попутчиков, доступных на его маршруте, чтобы заранее спланировать поездку, или сразу подойти к терминалу и дождаться водителя.
С 2016 года в городе действует служба «велотакси» Velobulle, которая обслуживает центр города и позволяет избежать заторов из-за автобусов. Эта услуга, ориентированная в основном на пожилых людей, делает Шамбери первым городом, где трехколесный транспорт предоставляется обществом, а не частной компанией.
Шамбери — город, заботящийся о безопасности дорожного движения и проводящий эффективную политику в пользу защиты пешеходов и велосипедистов43. Эти инвестиции выводят город на один из лучших показателей на национальном уровне. За 25 лет число смертей сократилось в тринадцать раз.
Наконец, политика безопасности дорожного движения сопровождалась поощрением использования «мягких видов транспорта», что привело к превращению исторического центра в пешеходную зону в начале 1980-х годов.

## Велосипедные дорожки
За несколько лет городское сообщество и администрация разработали сеть велосипедных дорожек, предназначенных для поездок на работу и используемых в первую очередь для отдыха.
На нескольких крупных проспектах между дорогой и тротуаром проложена велосипедная дорожка, а также проложены две «зеленые аллеи», соединяющие центр города с Savoie Technolac, где находится университет Savoie-Mont-Blanc, и с пляжем Mottets через Bourget-du-Lac («Северная зеленая аллея») и деревни Saint-Jeoire-Prieuré и Myans («Южная зеленая аллея»)45. Северная зеленая аллея также ведет за Ле-Моттет в Экс-ле-Бен вдоль берегов озера.
Однако в муниципалитете имеются и другие объекты (велосипедные дорожки и полосы) в различных районах, в частности вдоль оси Лейс и далее в направлении Буасса и Ландье, а также вдоль проспектов Экс-ле-Бена или Лиона. По данным на 2013 год, общая протяженность велосипедных дорожек в городской черте составляет около 80 км. Поскольку Шамбери слишком мал для создания системы самостоятельного проката велосипедов, в начале 2000-х годов город открыл агентство по прокату велосипедов Vélostation.
В 2011 году Французская федерация велосипедистов наградила муниципалитет Шамбери премией «Золотой гюйдон» за строительство пешеходного моста, обеспечивающего лучшее движение пешеходов и велосипедистов в коммуне Ла-Равуар.
В начале 2000-х годов город открыл агентство по прокату велосипедов Vélostation. Число парковочных мест для велосипедов выросло с 40 в 2002 году до почти 800 в 2020 году. Для аренды доступно 755 велосипедов, включая 200 электровелосипедов и 5 грузовых велосипедов. Vélostation также предлагает многочисленные мастерские по ремонту велосипедов и мероприятия для велосипедистов Шамбери.
В период с 2019 по 2020 год интенсивность движения по зеленым дорожкам и велосипедным маршрутам Савойи увеличилась на 10,7%. В рамках исследования «Барометра велосипедных городов», проведенного Французской федерацией пользователей велосипедов в 2021 году, Шамбери был признан одним из самых благоприятных для велосипедистов французских городов. Он занимает 3-е место в рейтинге городов среднего размера после Бурк-ан-Бресс и Ла-Рошели.
С 2020 года город стремится развивать мягкую мобильность, в частности, езду на велосипеде. В начале 2022 года после консультаций с ассоциациями было установлено 500 дополнительных колец. После Covid было решено сделать «велодорожки Covid» постоянными. Осенью 2021 года на Мосту Любви была создана новая велосипедная дорожка. Благодаря политике в пользу мягкой мобильности в 2022 году в городской зоне насчитывалось 99 километров велосипедных дорожек, в том числе 42 в самом Шамбери. В том же году пункт проката эковелосипедов в Верне насчитал более 600 000 проездов в ноябре; Порог был превышен на два месяца раньше, чем в предыдущем году, что свидетельствует о растущей популярности велосипедных дорожек в Шамбери. Количество поездок на общественном транспорте увеличилось на 60%, что эквивалентно 2220 поездкам в день в 2022 году по сравнению с 1390 в 2017 году. Это отчасти связано с созданием первого велоперехода в Шамбери, что облегчило передвижение по центру города. Эта тенденция продолжается и сегодня: строительство новой авеню Дюк должно сделать велосипедные прогулки в центре города Шамбери более удобными.
Однако несколько местных ассоциаций, включая ассоциацию Roue Libre, организуют встречи велосипедистов Vélorutions, например, 18 марта 2023 года, чтобы получить более широкие, непрерывные и безопасные велосипедные дорожки.

## Городское планирование

### Типология
По состоянию на 1 января 2024 года Шамбери классифицируется как крупный городской центр в соответствии с новой семиуровневой сеткой плотности муниципальных образований, определенной INSEE в 2022 году. Он относится к городской единице Шамбери, внутриведомственной агломерации, объединяющей 35 муниципалитетов, центром которой он является. Кроме того, муниципалитет является частью туристической зоны Шамбери, где он является центральным муниципалитетом. Эта территория, включающая 115 муниципалитетов, относится к категории территорий с численностью населения от 200 000 до менее 700 000 жителей.

#### Использование земли
Землепользование муниципалитета, как показано в Европейской базе данных биофизического землепользования Corine Land Cover (CLC), характеризуется значимостью искусственных территорий (66,1% в 2018 году), что представляет собой рост по сравнению с 1990 годом (62,2%). Подробная разбивка в 2018 году выглядит следующим образом: урбанизированные территории (46%), неоднородные сельскохозяйственные территории (24,6%), промышленные или коммерческие территории и коммуникационные сети (19%), леса (7,6%), луга (1,7%), искусственные зеленые насаждения, несельскохозяйственные территории (1,1%).
IGN также предоставляет онлайн-инструмент, позволяющий сравнивать изменения в землепользовании в муниципалитете (или на территориях разного масштаба) с течением времени. Несколько периодов доступны в виде карт или аэрофотоснимков: карта Кассини (18 век), карта Генерального штаба (1820-1866) и текущий период (с 1950 года по настоящее время) .

##### Морфология города
Площадь Сен-Леже — главная пешеходная улица в историческом центре города.
Город Шамбери возник в котловине ущелья, расположенного между горными хребтами Боже и Шартрез. Первыми местами поселения во времена Римской империи были возвышенности на холме Леменк, тогда называвшемся Леменкум, на востоке у подножия Бож. История города сделала его столицей на протяжении нескольких столетий. В феодальную эпоху правители Савойского государства хотели основать свою столицу в этой долине.
Затем Шамбери расширился за пределы своих крепостных стен (завершенных в 1444 году и с тех пор исчезнувших), вдоль рек Лейс и Альбан, а затем на холмах (Незен, Леманк, Монже). Предместья Монмельян, Реклю-Незен и Маше, которые раньше находились у ворот города и были заняты в основном гостиницами и ремесленниками, сегодня полностью интегрированы в город. Река Лейс была засыпана на несколько сотен метров сначала в начале 1900-х годов, а затем с 1950-х по 1970-е годы, чтобы создать крупную транспортную артерию — авеню герцогов Савойских. Часть этого покрытия была уложена в 2013 году на протяжении примерно 130 м в пригороде Реклю.
Жилой район на холме Монжай, недалеко от центра города.
В самом сердце старого города находится множество переулков, настоящих архитектурных лабиринтов, пересекающих целые кварталы старых зданий, некоторые из которых выходят во внутренние дворики, иногда украшенные магазинами. Переулки появились в результате застройки жилых домов полосами в XIV веке, когда только фасады облагались налогом по праву межевания.
На переднем плане — крыши старого города, затем послевоенные здания и вдалеке — башня Ниволе на О-де-Шамбери.
Город обслуживается несколькими основными транспортными путями, либо средневековыми артериями, такими как площадь Сен-Леже и улица Круа-д'Ор (которые были частью дороги из Лиона в Турин), предместьями Реклю (в направлении Экс-ле-Бена) или Монмельян (в направлении Италии), либо улицами, которые окружали крепостные валы (авеню де Лион, улица Жан-Пьера Вейра, бульвары де ла Колонн и Театр и т. д.). Автомобильное движение привело к созданию авеню герцогов Савойских и нескольких площадей.
Архитектура старого города была частично нарушена после бомбардировки союзниками 26 мая 1944 года, в результате которой было уничтожено четыре гектара, включая район Сен-Антуан (ныне улицы Генерала де Голля и Фавр). Реконструкция проводилась в 1950-х годах под руководством Поля Шевалье, а создание района Биолле позволило принять новых жителей.
Церковь и район Шамбери-ле-Вьё.
По инициативе мэра Пьера Дюма город объединился с двумя соседними сельскохозяйственными коммунами: Шамбери-ле-Вьё на севере (1960) и Бисси на западе (1961); На землях второй были построены экономические зоны, позволившие коммуне развиваться после застоя послевоенного периода (при этом Гренобль и Анси значительно окрепли), а на первой — ZUP Шамбери-ле-О (14 000 жителей на момент окончания проекта, в 1989 году).
Под руководством мэров Франсиса Ампа и Луи Бессона Шамбери приобрел большое количество общественных учреждений, особенно в районе О-де-Шамбери, который в то время был недостаточно оснащен; Несмотря на свои скромные размеры, город входит в число лучших во Франции по плотности детских садов, библиотек и доступу к культуре. Однако город уже давно находится в долгах.
С ростом городов и населения Шамбери постоянно расширяется, как и соседние коммуны. Постепенно мы уже не говорим о городе Шамбери как таковом, а о бассейне Шамбери, охватывающем на городском уровне коммуны Барбера, Бассен, Коньен, Жакоб-Белькомбетт, Ла-Мотт-Серволекс, Ла-Равуар, Сен-Альбан-Лейс и Сонна, если называть только самые важные. Это явление характерно и для Экс-ле-Бена, к северу от Шамбери. Городская морфология этих двух жилых зон имеет тенденцию сближать их; Для согласования городского и экономического развития бассейнов Шамбери и Экс-ан-Прованса было создано объединенное объединение Métropole Savoie64, задачей которого было следовать плану территориальной согласованности (SCOT) Комб-де-Савойя, Шамбери и озера Бурже.

###### Районы
Сегодня коммуна Шамбери разделена на семь «больших округов»: Бельвю, Биолле, Бисси, Сентр-Виль, Шамбери-ле-Вьё, Лорье и О-де-Шамбери. Районы Шамбери-ле-Вьё и Бисси — две бывшие коммуны, присоединенные к Шамбери в 1960 и 1961 годах соответственно. Оба частично сохранили определенный сельский облик.

## Пригородные районы
В коммуне Шамбери также имеется определенное количество пригородных или даже неурбанизированных территорий. В 2018 году треть территории муниципалитета находилась в негородской зоне, в которую входили:
В основном сельскохозяйственные районы, прерываемые большими природными пространствами: 26,3%
Леса и полуестественные среды: 7,58 %67
По данным OAP Forêt PLUi-HD Гранд-Шамбери, около 57% территории покрыто лесами, а в некоторых районах, особенно в коммунах Боже, лесной покров может достигать 75%. На всей территории Гранд-Шамбери лес простирается на 28 653 га, включая 10 145 га общественного леса и 1 921 га государственного леса. Эти леса состоят наполовину из широколиственных деревьев (51,5%) и наполовину из хвойных (48,5%).
Кроме того, в 2013 году городские территории и застроенные территории в Шамбери составляли 1299 га и 192 га соответственно из общей площади в 2099 га.
Ввиду размера этих сельскохозяйственных угодий в конце 2012 года в коммуне Шамбери насчитывалось 5 фермеров, в основном молочных фермеров, а также два садовода, специализирующихся на органическом земледелии. Сельскохозяйственные районы и дюжина существующих ферм расположены, в частности, на возвышенностях бывших коммун Шамбери-ле-Вьё и Бисси, а также в Шарметте, а сами животноводы обеспечивают часть производства зерновых, необходимых для корма их скота.
С точностью ± 2% территориальный план снабжения (PAT) метрополии Шамбери показывает, что лес простирается на площади 228 298 га, т.е. уровень лесистости составляет 10,88%71. Леса в основном расположены вблизи ферм (лес Канди в Шамбери-ле-Вьё или лес Бисси), к которым добавляется лес Мон (15 га) или, ближе к центру города, лес Каламин. На территории коммуны также расположены долины, такие как Шармет и Круа-Руж.
Эти пастбища и леса частично пересекаются пешеходными тропами, в частности в Шамбери-ле-Вьё с маршрутами Комб-Нуар и Кот-Бастьен, а также на высотах Шаму или на вершинах Монт. Эти районы также орошаются небольшими ручьями, причем исток Тийе находится на границе Шамбери и Сонна под названием О Бланш.
В муниципалитете также имеется ряд семейных садов и общественных садов, в том числе в городских районах, таких как О-де-Шамбери.
Наконец, на севере коммуны все еще сохранилось несколько старых деревушек или поселений разного размера, например, Круа-Руж-Дессу около перевала Сен-Сатюрнен, Путиньи, Де-Буа или Морраз около Сонна или Шаллот у горы Шаму около Сен-Сюльпис.

## Экономика
Здесь расположены штаб-квартиры нескольких крупных компаний (Pechiney, Transalpine, Cafés Folliet, Placoplatre, Opinel и т. д.) или крупные производственные центры (Opinel, Vetrotex, SNCF с региональным центром технического обслуживания247). Однако экономика Шамбери во многом основана на местных органах государственного управления: префектура, мэрия и ее CCAS, больничный центр, Университет Савойя-Монблан и совет департамента — вот пять структур, в которых работают более 1000 человек. Благодаря зданию суда, Торгово-промышленной палате Савойи и до 1982 года нескольким военным казармам Шамбери является городом с ярко выраженной общественной значимостью. Ежегодно в городе проходит Савойская ярмарка, которая служит витриной для многих местных экономических игроков.

### Города-побратимы
- Турин, Италия
- Альбштадт, Германия
- Уаигуя, Буркина-Фасо